# Irene González
Irene González Basanta (1909, La Coruña - 1928, ibíd.) fue una guardameta de fútbol en la década de 1920. Jugaba en un equipo federado de la Coruña que llevaba su nombre: Irene C.F. En 1928 enfermó de tuberculosis y murió. Está considerada como la primera jugadora gallega y española de fútbol.

## Trayectoria
Al principio de su carrera, en el equipo infantil del MLS, Irene jugaba de delantera centro, pero por motivos desconocidos, cuando fundó su club Irene C.F., del que pasaría a ser capitana, ella pasó a jugar en la posición de portera.
A comienzos del año 1925, cuando faltaban tan solo unos meses para que cumpliera 16 años, le sacaron una fotografía, la única conocida. En ella se la puede ver con un jersey blanco, pantalón negro bombacho medias y zapatos para jugar al fútbol. Quienes la vieron jugar afirman que Irene era una gran portera, a la cual era muy difícil de encajar un gol.
Con el Irene F.C. jugó en competiciones infantiles de La Coruña, y de junio a septiembre de 1925 organizó un campeonato en el que participaron 18 clubes. También intervino en varios encuentros amistosos.

## Enfermedad
En otoño del año 1927, enfermó de tuberculosis, enfermedad que la apartó del terreno de juego. Con los pocos recursos que tenía, tuvo que empeñar sus escasos enseres para poder pagar la medicación, alimentación y el alquiler.
En noviembre del mismo año, periódicos locales difundieron su grave estado, y los apuros por los que pasaba, y, debido a esto, rápidamente surgió la solidaridad de la gente. En La Coruña, Ferrol y Betanzos se hicieron colectas entre aficionados durante los partidos de fútbol y se celebraron varios partidos benéficos, cuya recaudación íntegra se le entregaría.
Gracias a todo esto, Irene pudo recuperarse, pero meses después, moriría repentinamente en su domicilio por una secuela que le dejó la tuberculosis.

## Copa Irene González Basanta
Desde el año 2023 tiene lugar en La Coruña la Copa Irene González Basanta, torneo internacional de fútbol femenino juvenil, promovido por el Ayuntamiento de La Coruña y organizado por el Orzán Sociedad Deportiva . Este es el primer torneo internacional en categoría juvenil femenina organizado en España.